# Serres (Meurthe-et-Moselle)
Serres é uma comuna francesa na região administrativa de Grande Leste, no departamento de Meurthe-et-Moselle. Estende-se por uma área de 15,55 km². Em 2010 a comuna tinha 245 habitantes (densidade: 15,8 hab./km²).